# Ейснер Володимир Володимирович
Е́йснер Володи́мир Володи́мирович (1875, Орел — 1943, Москва) — інженер, художник, київський губернський архітектор на початку ХХ сторіччя. За його проєктами в Києві збудовані прибутковий будинок Грецького Катерининського монастиря і дзвіниця церкви святої Катерини.

## Біографія

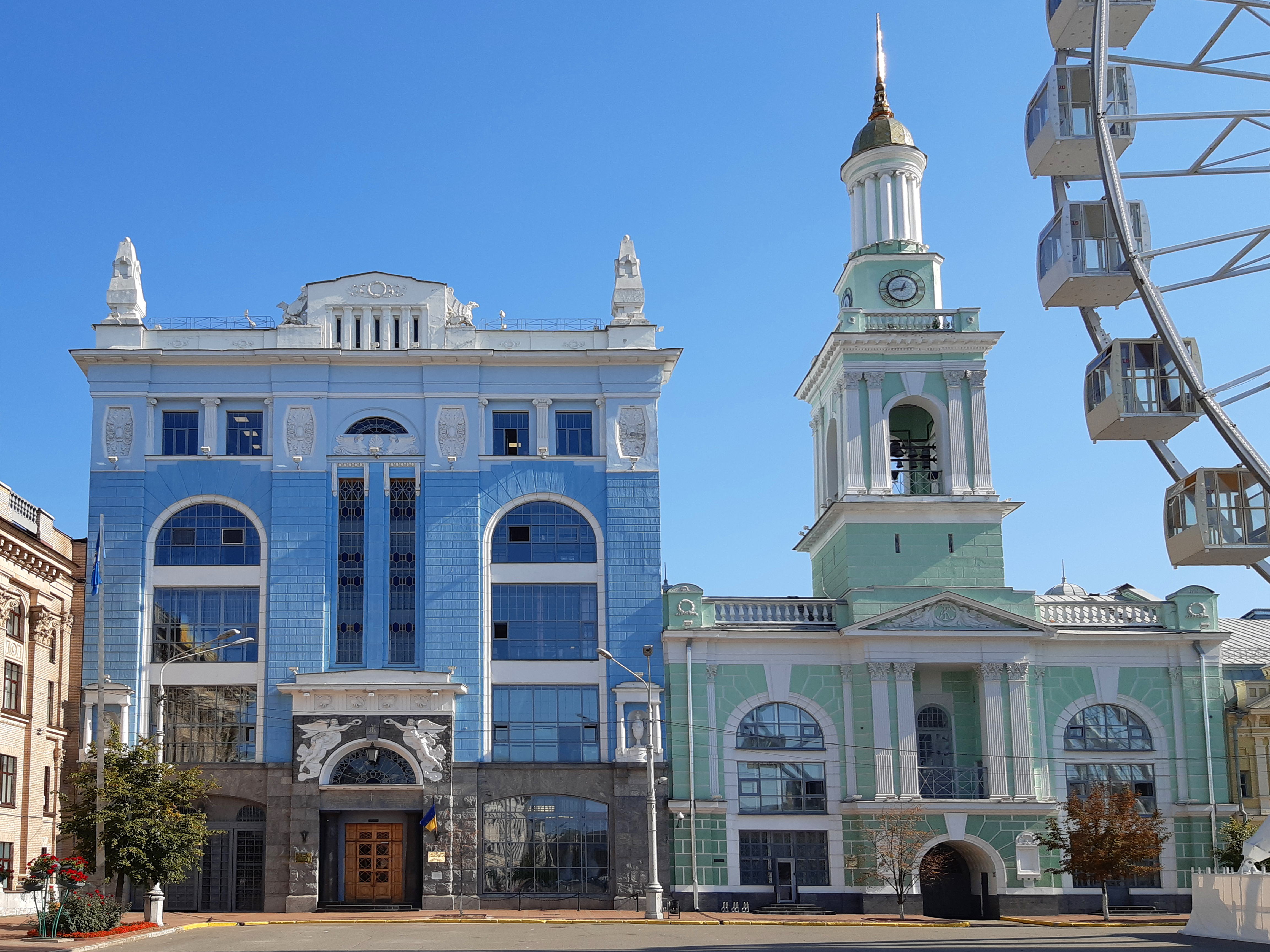
Дзвіниця Катерининської церкви (справа) і прибутковий будинок грецького монастиря

Володимир Ейснер народився в Орлі. Він мав австрійське походження. З Австрії переїхали його дід, лікар, колезький асесор Йоган Крістіан Фрідріх Ейснер (1791—1862) і баба Катерина Ейснер (до шлюбу Баєр). Його батько Володимир Іванович Ейснер був титулярним радником, членом Орловської судової палати. 1896 року покінчив життя самогубством.
Здобувши освіту архітектора, Ейснер знайшов роботу в Україні. Тут він закохався у Надію Миколаївну Родіонову, дочку чернігівського губернатора із заможного козацького роду, жінку з дуже імпульсивним характером. Разом вони втекли в Орел, де таємно повінчались. Після народження сина Олексія у 1905 році Надія повернулася до Чернігова, а згодом до Києва, де працював її чоловік. 1914 року після народження двох дочок вона розійшлася з Ейснером і вийшла заміж за його друга Володимира Олександровича Підгаєцького, чиновника міністерства фінансів. Після більшовицького перевороту Підгаєцький вивіз свого пасинка Олексія Ейснера в Югославію. Але Олексій дуже прагнув повернутися назад. 1940 року, як тільки він опинився в СРСР, його заарештували і засудили за статтею 58-10 до 8 років воркутинських таборів, а потім відправили у «заслання навічно» в Карагандинську область.
А Володимир Ейснер 1918 року переїхав з Києва до Петрограда. Помер у Москві у 1943 році.

## Творчість
На початку ХХ сторіччя час від часу проводили будівельні конкурси. На них постійно надсилав свої роботи і Володимир Ейснер. 1903 року частину своїх робіт архітектор подав на конкурс проектів дерев'яних дач.
Однак конкурс 1908 року в Києві для архітектора завершився скандалом. Київське міське управління замовило кам'яні сходи з Володимирського узвозу до пам'ятника Володимиру Великому. Журі обрало проект під гаслом-емблемою: «Три концентровані кола» з виплатою автору премії в 300 карбованців. Одразу між Ейснером і замовником, представником фірми Чорноморського будівельного товариства Штерцелем спалахнула суперечка за авторське право на спірний проект. У ході судового процесу з'ясувалось, що насправді проект розробив інженер Дмитро Торов, який тоді співпрацював з Ейснером.
У цілому Володимир Ейснер використовував стильові форми модерну, неоренесансу та неокласицизму. Збудував прибутковий будинок (1912) і нову дзвіницю Греко-Синайського Катерининського монастиря (1914) на Контрактовій площі, № 2, які вважаються одними з найкращих київських споруд зламу ХІХ-ХХ сторіч.
Автор праць із теорії та практики архітектури:
- К задачам архитектуры // Искусство и печатное дело. 1910. № 1.
- «Земский дом» в Полтаве[9].

Дачні проєкти 1910-х років
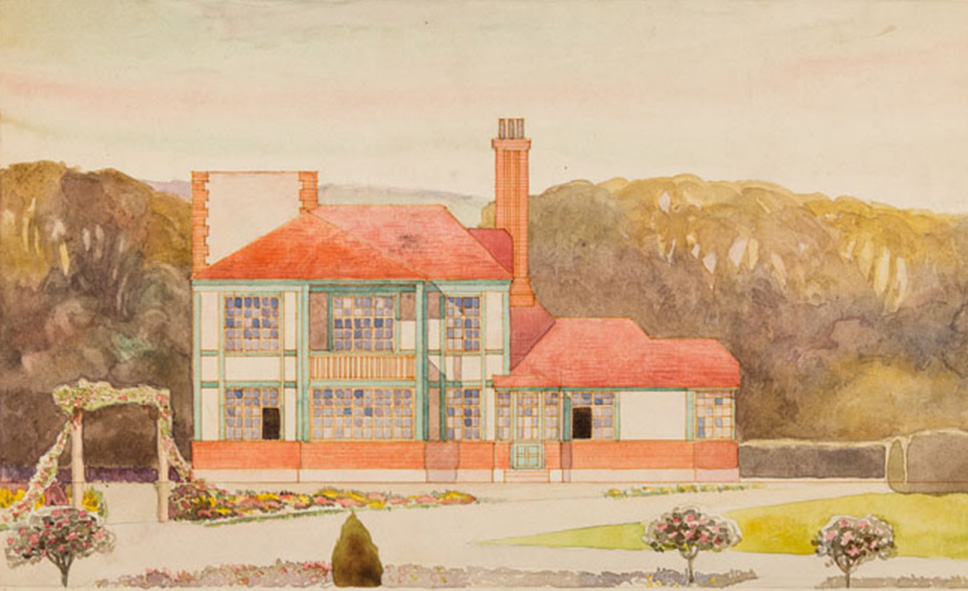
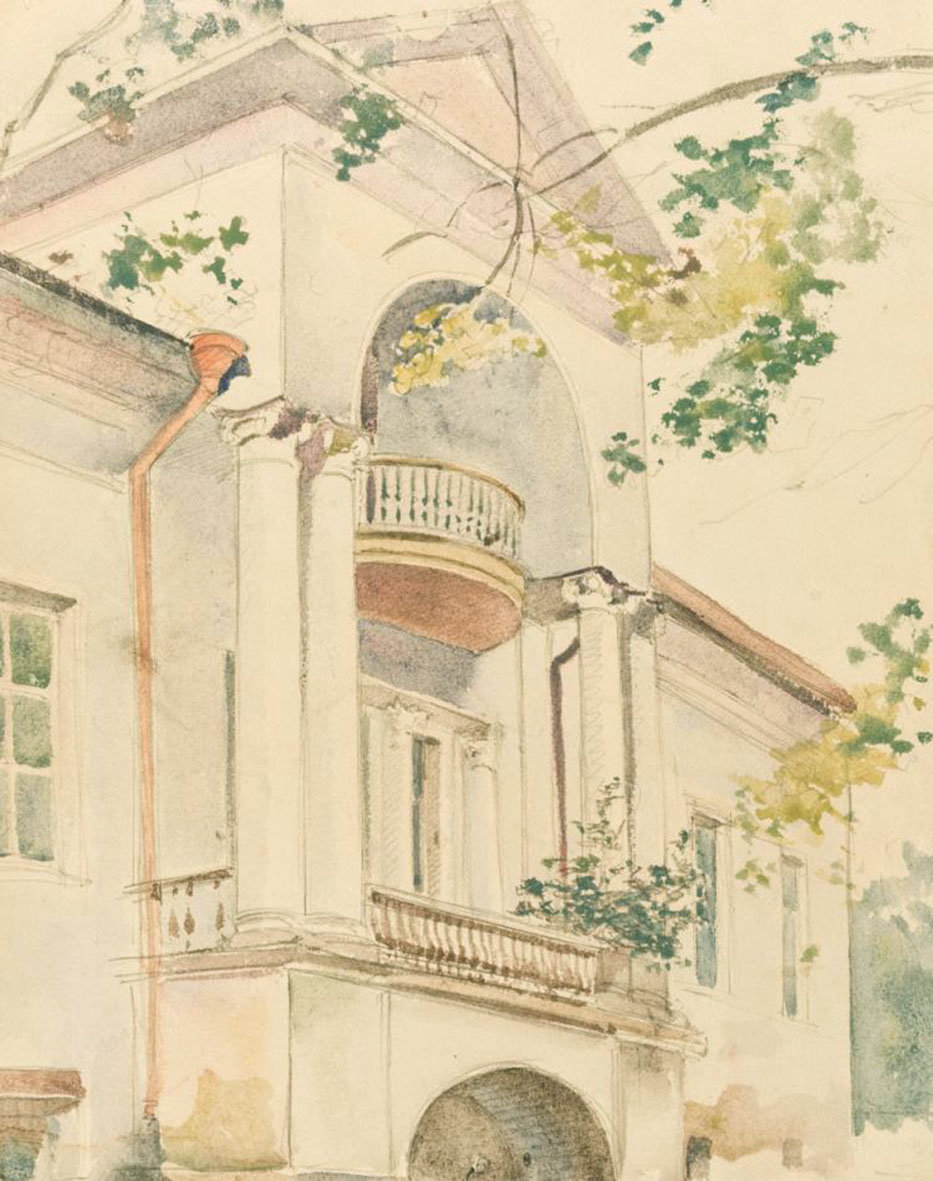
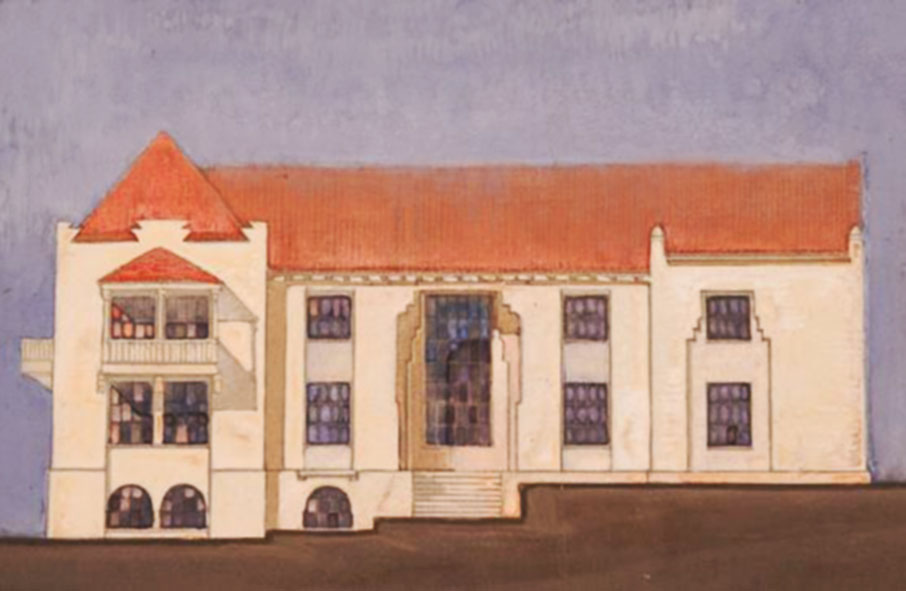